# غلامرضا سخایی

سخنرانی غلامرضا سخایی در سالن Interkulturelle Bühne در شهر فرانکفورت آلمان

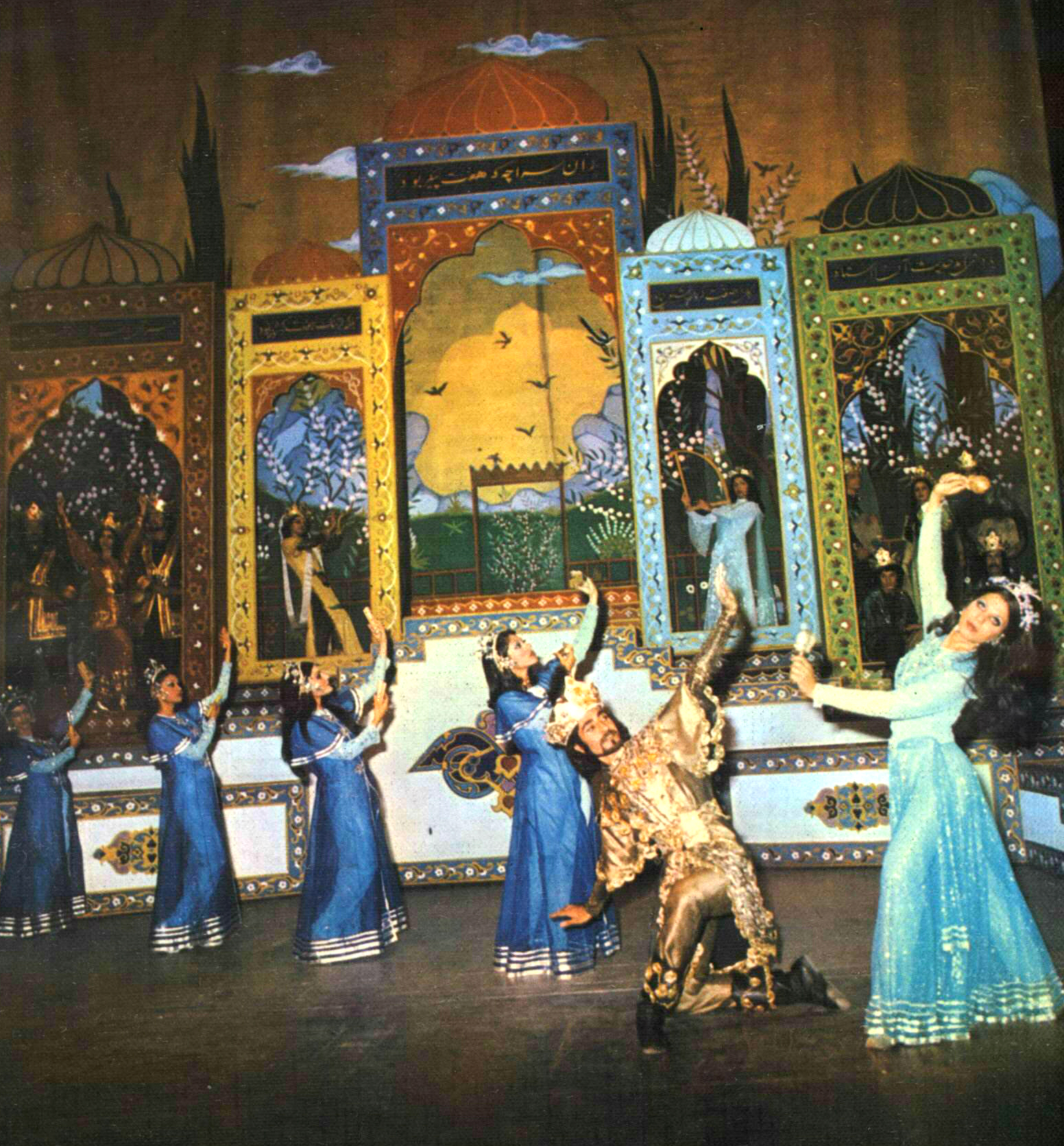
غلامرضا سخایی در نقش بهرام گور در رقص هفت پیکر

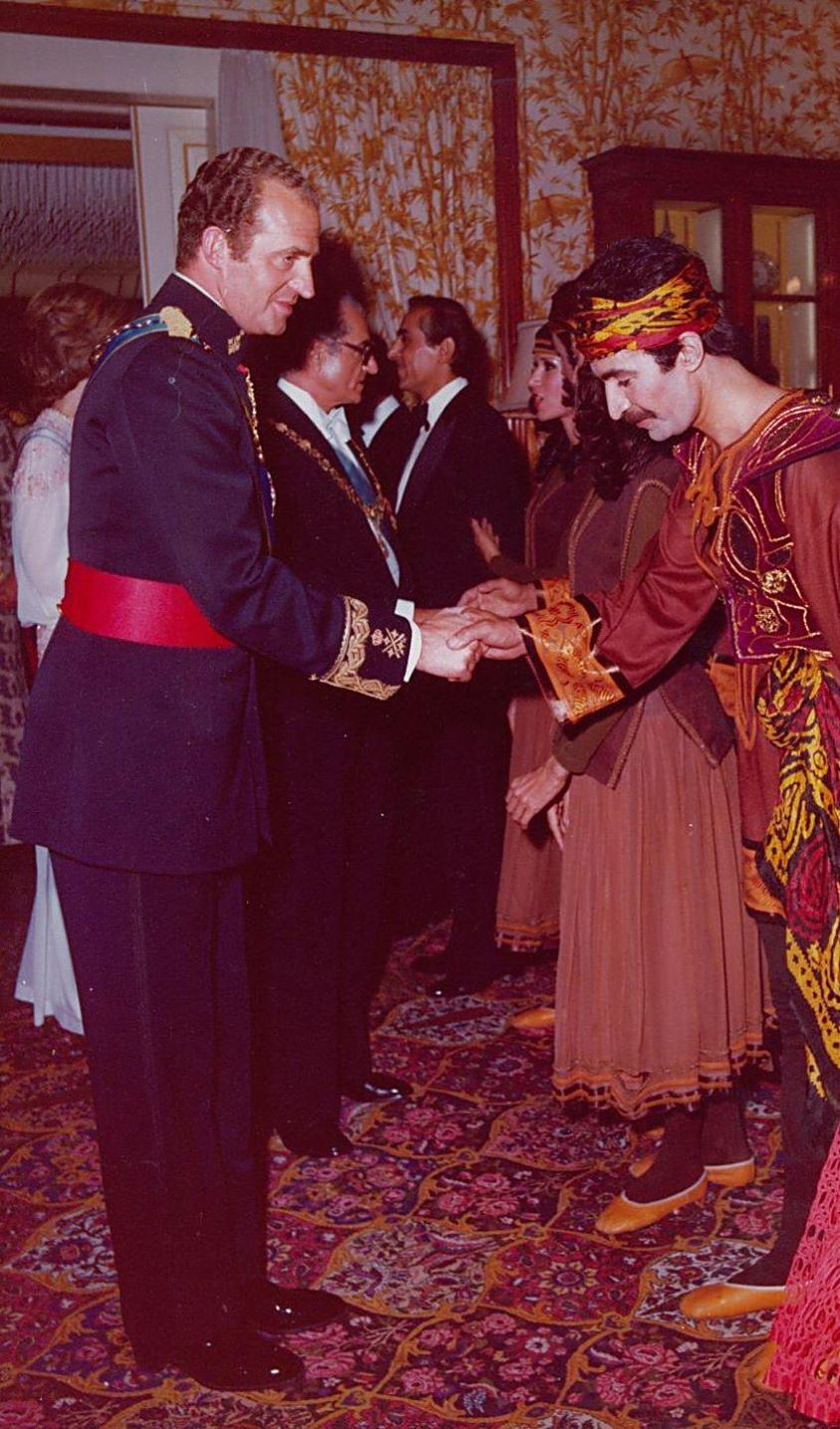
غلامرضا سخایی و خوآن کارلوس اول پادشاه وقت اسپانیا در در کاخ نیاوران تهران

غلامرضا سخایی در دیدار با ویلی برانت صدراعظم وقت آلمان

غلامرضا سخایی، رقصنده و سولیست مرد سازمان ملی فولکلور ایران و بازیگر تئاتر متولد ۱۳۲۶ در ملایر است. او فارغ‌التحصیل آکادمی رقص سازمان ملی فولکلور ایران و هنرستان رقصهای ملی و محلی ایران در تهران است و زیر نظر یکی از بزرگترین رقصندگان و طراحان حرکت دنیا، رابرت دووارن تحصیل کرد. غلامرضا سخایی و احمد علیمددی از برترین سولیستها و رقصندگان مرد سازمان فولکلور بودند و در اجراهای ملی و بین‌المللی بین سال‌های ۱۳۴۹ تا ۱۳۵۷ حضوری درخشان داشتند و نزد عالیترین مقامات کشوری و بین‌المللی مانند صدراعظم آلمان، رئیس جمهور آمریکا، ملکه انگلستان، پادشاه مراکش و … در فستیوالهای جهانی به روی صحنه رفتند.
گروه رقصندگان ملی و محلی ایران، در واقع به عنوان سفیر فرهنگی ایران و با هدف شناساندن فرهنگ و هنر ایران به کشورها و فرهنگهای دیگر بود. این گروه اجراهای متنوعی داشت. برخی از این رقصها به هدف معرفی فرهنگ اقوام مختلف ایران صورت می‌گرفت مانند رقص کردی ، بجنوردی، تربت جام، بلوچی، قشقایی، ترکمن، گیلکی، شوشتری و برخی از اجراها مانند رقص  چهل ستون موضوعی تاریخی داشتند؛ و برخی از رقصهای کلاسیک ایرانی، مانند هفت پیکر از آثار ادبی ایران و نقاشیهای دیواری یا نگارگریهای ایرانی الهام گرفته بود و در کنار رقص به معرفی این آثارمی پرداخت. بزم درویش رقصی مذهبی بود که مانند همه آثار دیگر، غلامرضا سخایی در آن به هنرنمایی پرداخت.
نقطه عطف زندگی هنری غلامرضا سخایی، ایفای نقش بهرام گور در اجرای هفت پیکر بود. او در این اثر سولیست مرد بود و اجرایی قوی و متفاوت را به نمایش گذاشت.
پس از انقلاب سال ۱۳۵۷ تا سال ۱۳۶۷ در نمایشهای مختلف از جمله شاهزاده و گدا، تنباکو، تراژدی کسری به ایفای نقش پرداخت و به دلیل هنرنمایی در نمایش ماجرای کویر طبس، دیپلم افتخار بهترین بازیگر را دریافت کرد.
در سال ۱۳۶۷ به کشور سوئد مهاجرت کرد و تا به امروز مقیم شهر استکهلم است. در سوئد به طراحی رقص پرداخت و فعالیت هنری خود را این بار به عنوان مدیر رادیو طنین ادامه داد.
در سال ۱۳۹۳ به دعوت انجمن ایرانیان فرانکفورت وگروه رقص کرشمه به شهر فرانکفورت آلمان آمد و پس از ۴۰ سال به روی صحنه رفت و در رقص تاریخی «روزی در عالی قاپو» در نقش شاه عباس به ایفای نقش پرداخت. در کنار این رقص او به ایراد یک سخنرانی دربارهٔ زندگی هنری خود پرداخت.
دویچه وله (خبرگزاری بین‌المللی آلمان) گزارشی ویدئویی با عنوان «اجرای مشترک رقصندگان پیش و پس از انقلاب ایران در آلمان» و همچنین یک گزارش تصویری شامل مجموعه‌ای از عکس‌ها با عنوان رقصنده مشهور ایرانی پس از ۴۰ سال به صحنه بازگشت از این رویداد هنری تهیه و منتشر کرد.
خبرگزاری دویچه وله همچنین برای اولین بار در گزارشی با عنوان تصاویر منتشر نشده از رقصندگان ایران پیش از انقلاب تصاویری تاریخی از برنامه‌های سازمان ملی رقص فولکلور ایران و غلامرضا سخایی، رقصنده و سولیست آن سازمان در پیش از انقلاب  منتشر کرد.
قسمت دوم این گزارش نیز با نام تصاویر دیدنی از رقصندگان ایران پیش از انقلاب • قسمت دوم توسط همین خبرگزاری منتشر شده‌است. قرار است این مجموعه گران‌بها در کتابی با موضوع رقص در ایران توسط انتشارات رایشلت به زبان انگلیسی در آلمان منتشر شود.
هم اینک غلامرضا سخایی در پروژه انتشار کتابی با عنوان «رقص در ایران، گذشته و حال»، با مدیریت  سالومه غلامی در دانشگاه گوته فرانکفورت آلمان همکاری دارد.

غلامرضا سخایی در دیدار با  فرح پهلوی و امیرعباس هویدا نخست وزیر وقت ایرانغلامرضا سخایی در دیدار با  فرح پهلوی و امیرعباس هویدا نخست وزیر وقت ایران
غلامرضا سخایی با لباس بلوچی در دیدار با والتر شیل رئیس‌جمهور وقت آلمان
غلامرضا سخایی در دیدار با انور سادات رئیس‌جمهور وقت مصر
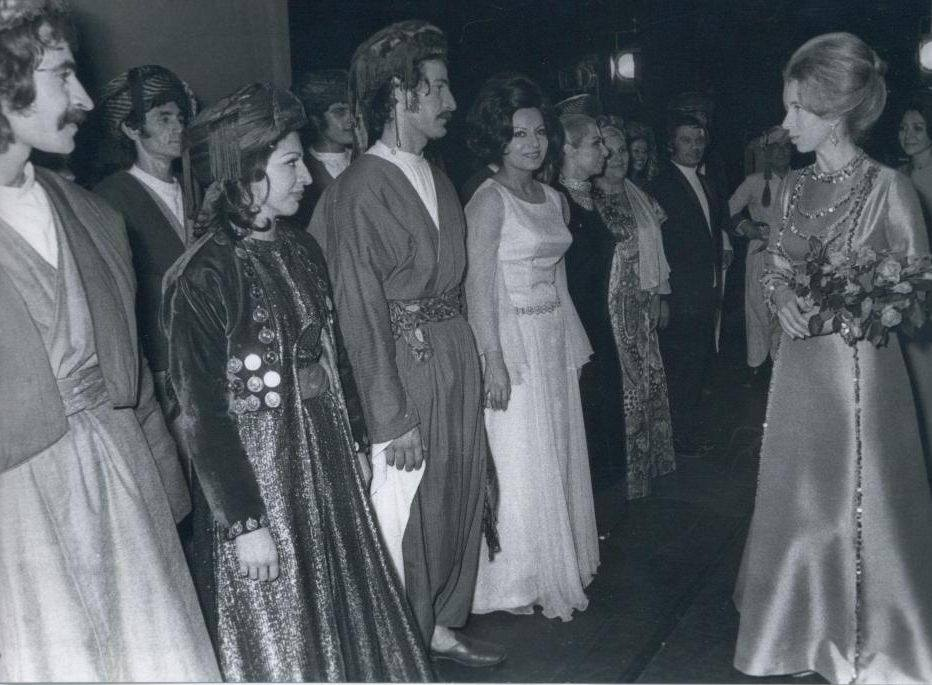
غلامرضا سخایی در دیدار با شاهدخت ان الیزابت آلیس تنها دختر الیزابت الکساندرا مری ملکه بریتانیا
غلامرضا سخایی در دیدار با محمدرضا شاه پهلوی
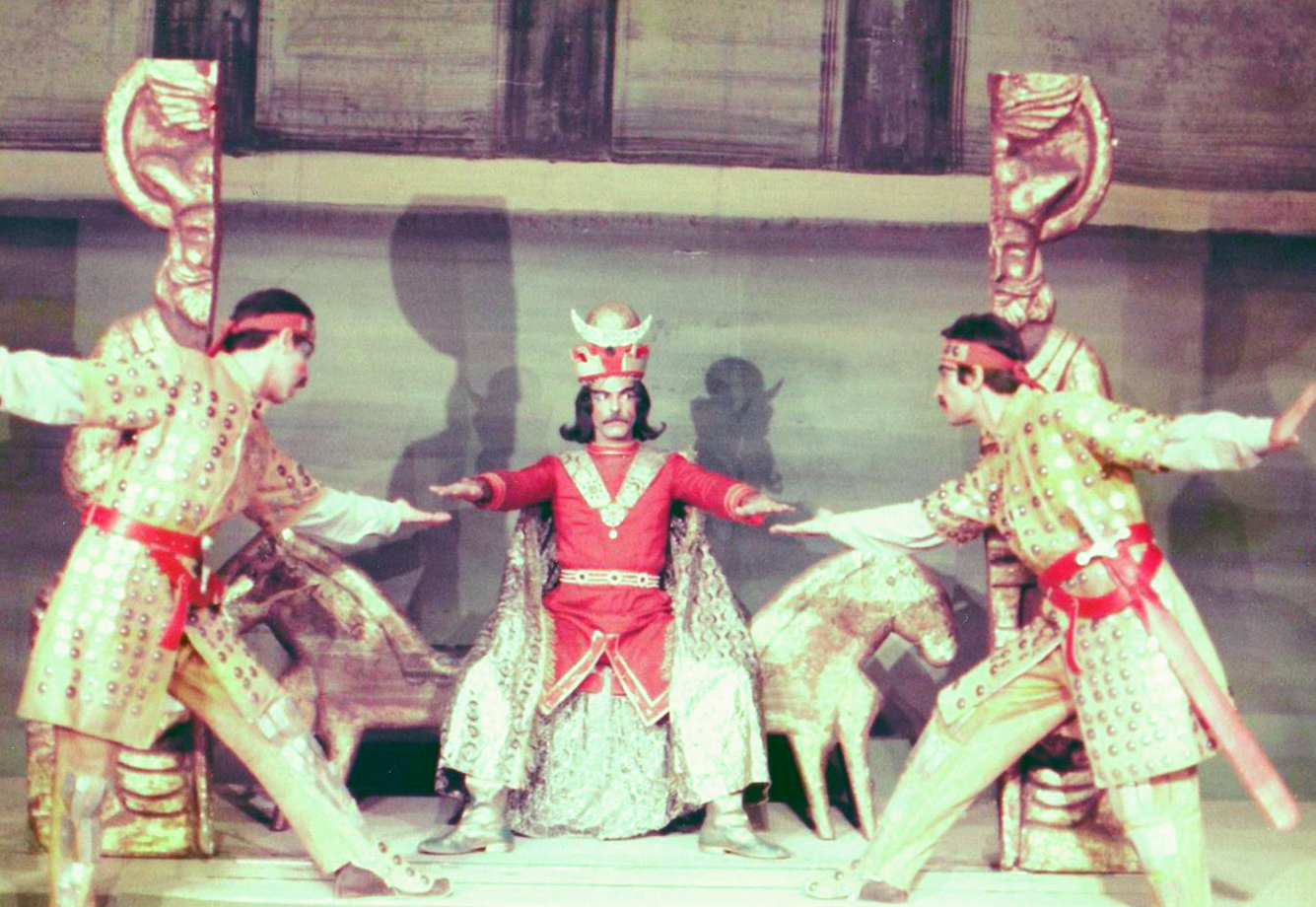
غلامرضا سخایی در نمایش طاق کسرا
غلامرضا سخایی در رقص آیین مهر
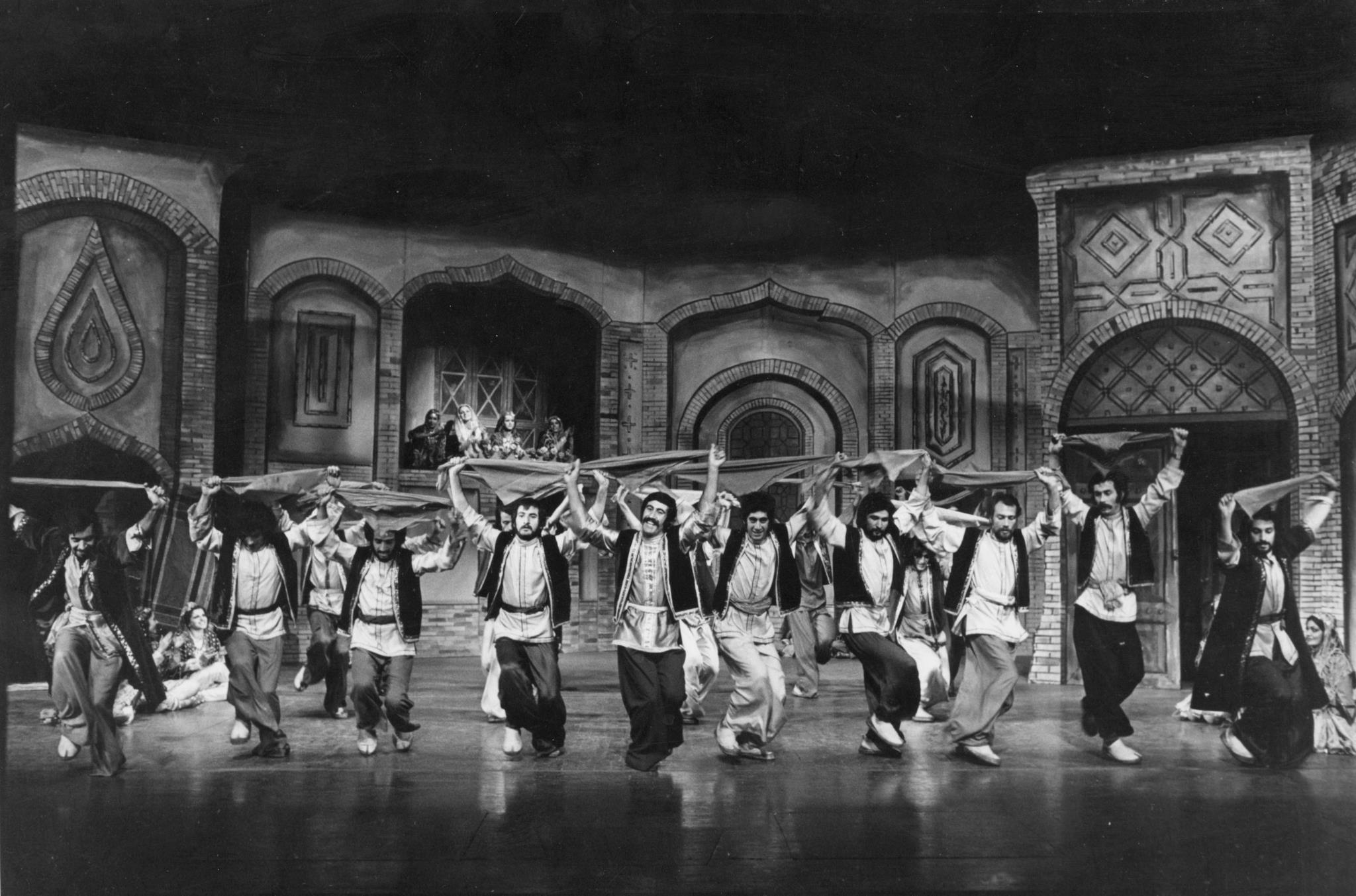
غلامرضا سخایی در رقص شوشتری